# Josh Hutcherson
Joshua Ryan „Josh” Hutcherson (ur. 12 października 1992 w Union) – amerykański aktor filmowy i telewizyjny. Występował w rolach drugorzędnych do roku 2005, gdy zagrał pierwszoplanowe role w filmach Mały Manhattan i Zathura – Kosmiczna przygoda.

## Życiorys

### Wczesne lata
Urodził się w Union w stanie Kentucky jako starszy syn Michelle (z domu Fightmaster) i Chrisa Hutchersonów. Ma młodszego brata Connora. Jego matka pracowała w Delta Air Lines, a jego ojciec był analitykiem w EPA. Uczęszczał do szkoły średniej w Dry Ridge.

### Kariera
Pierwszym filmem, w którym zagrał Josh jest House Blend z 2002. W tym samym roku pojawił się w jednym odcinku Ostrego dyżuru. W 2003 grał w filmach Pies, który czynił cuda i Szalone dni oraz Amerykański splendor.
W 2005 pojawił się w kilku hollywoodzkich produkcjach. Miał drugoplanową rolę w filmie Tygrysy murawy, użyczył głosu Marklowi w animowanym Ruchomym Zamku Hauru. Zagrał także swoje pierwsze główne role w Małym Manhattanie i Zathurze. W następnym roku wystąpił w filmie RV.
W 2007 pojawił się w filmach Most do Terabithii oraz Strażacki pies. W 2008 zagrał w Skrzydlate cienie, Podróż do wnętrza Ziemi 3D oraz Cirque Du Freak.
30 marca 2008 roku otrzymał nagrodę młodego artysty za główną rolę w filmie Most do Terabithii. Podobne nagrody otrzymały również występujące w filmie AnnaSophia Robb oraz Bailee Madison.
W 2012 wystąpił w filmie Igrzyska śmierci, którego scenariusz został oparty na bestsellerowej powieści Science fiction autorstwa Suzanne Collins o tym samym tytule. W 2013 zagrał w kontynuacji Igrzyska śmierci: W pierścieniu ognia. 22 listopada 2014 wyszła kolejna część trylogii Igrzyska Śmierci: Kosogłos. Została ona podzielona na dwie części, druga wyszła 20 listopada 2015, jest to ostatnia część trylogii.
Jest współzałożycielem organizacji Straight But Not Narrow, skupiającej osoby heteroseksualne walczące o równość społeczności LGBT.

## Filmografia
| Rok  | Tytuł                                 | Rola                          | Notatki                                    |  |
| ---- | ------------------------------------- | ----------------------------- | ------------------------------------------ |  |
| 2023 | Pięć koszmarnych nocy                 | Mike Schmidt                  |                                            |  |
| 2023 | 57 sekund                             | Franklin                      |                                            |  |
| 2019 | Burn                                  | Billy                         |                                            |  |
| 2017 | Tragedy Girls                         | Toby Mitchell                 |                                            |  |
| 2017 | Future Man                            | Josh Futturman                | Serial jest emitowany od 14 listopada 2017 |  |
| 2015 | Igrzyska śmierci: Kosogłos. Część 2   | Peeta Mellark                 | Premiera odbyła się 20 listopada 2015      |  |
| 2014 | Igrzyska śmierci: Kosogłos. Część 1   | Peeta Mellark                 | Premiera odbyła się 21 listopada 2014      |  |
| 2014 | Paradise Lost                         | Nick                          |                                            |  |
| 2013 | Tajemnica zielonego królestwa         | Nod                           |                                            |  |
| 2013 | Igrzyska śmierci: W pierścieniu ognia | Peeta Mellark                 |                                            |  |
| 2012 | Fałszerz                              | Joshua                        |                                            |  |
| 2012 | 7 dni w Hawanie                       | Teddy Atkins                  |                                            |  |
| 2012 | Podróż na Tajemniczą Wyspę            | Sean Anderson                 |                                            |  |
| 2012 | Igrzyska Śmierci                      | Peeta Mellark                 |                                            |  |
| 2012 | Czerwony świt                         | Robert                        |                                            |  |
| 2011 | Detention                             | Clapton Davis                 |                                            |  |
| 2010 | Wszystko w porządku                   | Laser                         |                                            |  |
| 2009 | Carmel                                |                               |                                            |  |
| 2008 | Asystent wampira                      | Steve Leonard (Steve Leopard) |                                            |  |
| 2008 | Podróż do wnętrza ziemi 3D            | Sean                          | Premiera w Polsce – 22 sierpnia            |  |
| 2008 | Skrzydlate cienie                     | Jimmy                         |                                            |  |
| 2007 | Strażacki pies                        | Shane Fahey                   |                                            |  |
| 2007 | Most do Terabithii                    | Jesse Aarons                  |                                            |  |
| 2006 | RV: Szalone wakacje na kółkach        | Carl Munro                    |                                            |  |
| 2005 | Zathura – Kosmiczna przygoda          | Walter                        |                                            |  |
| 2005 | Mały Manhattan                        | Gabe                          |                                            |  |
| 2005 | Ruchomy zamek Hauru                   | Markl                         | użyczył głosu (w wersji angielskiej)       |  |
| 2005 | Tygrysy murawy                        | Bucky Weston                  |                                            |  |
| 2004 | The Courtship of Eddie’s Father       | Eddie Crobett                 | serial telewizyjny                         |  |
| 2004 | Ekspres polarny                       | Hero Boy                      |                                            |  |
| 2004 | Motocross Kids                        | Toad E. Bartley               |                                            |  |
| 2003 | Amerykański splendor                  | Robin                         |                                            |  |
| 2003 | Szalone dni                           | Chris Morse                   |                                            |  |
| 2003 | Pies, który czynił cuda               | Charlie Logan                 |                                            |  |
| 2002 | House Blend                           | Nicky Harper                  |                                            |  |